# Wojciech Weiss
Wojciech Weiss, né le 4 mai 1875 et mort le 7 décembre 1950 à Cracovie, est artiste peintre polonais.

## Biographie
Il étudie à l'Académie des beaux-arts de Cracovie, puis à Paris, à Rome et à Florence. À partir de 1907, il est professeur et recteur de l'Académie des beaux-arts de Cracovie. Il a peint, entre autres des paysages autour de Strzyżów où il vit, des portraits et des nus. Sa peinture est influencée par les travaux de Edvard Munch et Jacek Malczewski et il est resté, surtout dans sa jeunesse, sous l'influence des conceptions philosophiques de Stanisław Przybyszewski. Il est un artiste apprécié de son vivant, reconnu, exposé en Pologne et à l’étranger.